# Austrocarabodes schwartzi
Austrocarabodes schwartzi är en kvalsterart som först beskrevs av Balogh och Sandór Mahunka 1969.  Austrocarabodes schwartzi ingår i släktet Austrocarabodes och familjen Carabodidae. Inga underarter finns listade.